# 칼라드리우스 (비디오 게임)
칼라드리우스(カラドリウス, Caladrius)는 MOSS가 개발하고 퍼블리싱한 진행형 슈팅 게임으로, 2013년 4월 25일 일본에서 엑스박스 360용으로 처음 출시되었다. 나중에 2015년 9월 4일 북미와 유럽에서 디지털로 출시되었다. 콘솔 데뷔 후 칼라드리우스는 칼라드리우스 AC라는 이름으로 아케이드로 포팅되어 추가 게임 모드를 추가하고 세가의 ALL.Net 시스템을 지원했다. 이 게임은 2014년 8월 14일 일본에서만 칼라드리우스 블레이즈(Caladrius Blaze)라는 이름으로 플레이스테이션 3용으로 출시되었다. 이 버전에는 추가 캐릭터, 스테이지 및 게임 모드가 추가되었다. 업데이트된 버전은 2016년 8월 9일 플레이스테이션 4, 2017년 1월 12일 마이크로소프트 윈도우, 2019년 7월 19일 닌텐도 스위치용으로 국제적으로 출시되었으며 모두 H2 인터랙티브에서 출시되었다.

## 게임플레이
칼라드리우스에는 일반 공격이 있고, 속성 공격이 있다. 원소 게이지는 세 가지 종류가 있으며, 원소 공격을 사용하면 게이지 중 하나가 소진되지만 시간이 지나면 회복되거나 스테이지에서 원소 코어를 획득하면 회복된다. 그러나 요소 코어는 일시적이며 시간이 지남에 따라 효율성이 감소한다. 에테르 칩은 적에게 원소 공격을 가해 에테르 게이지를 채우면 생성된다. 에테르 칩은 원소 공격을 강화한다. 일반 폭탄 외에도 모든 속성 게이지가 50% 이상일 때만 사용할 수 있는 '속성 폭발'도 있다. 또한, 항공기에 손상을 주어 승객의 신체와 의복을 손상시키는 '셰임 브레이크'라는 시스템이 있으며, 30초 이내에 상대의 체력 게이지가 비워지면 활성화된다. 패배 시 메달이 30개 이상 있으면 활성화된다.